# Bagod megállóhely
Bagod megállóhely egy Zala vármegyei vasúti megállóhely Bagod településen, a GYSEV üzemeltetésében. A község lakott területének déli részén helyezkedik el, közúti elérését a 76-os főútból kiágazó 74 303-as számú mellékút biztosítja.

## Vasútvonalak
A megállóhelyet az alábbi vasútvonalak érintik:
- Boba–Bajánsenye-vasútvonal

## Kapcsolódó állomások
A megállóhelyhez az alábbi állomások vannak a legközelebb:
- Andráshida vasútállomás (Boba–Bajánsenye-vasútvonal)
- Zalaszentgyörgy megállóhely (Boba–Bajánsenye-vasútvonal)

## Forgalom
| Járat        | Útvonal | Gyakoriság |
| ------------ | --- | ---------- |
| személyvonat | Zalaegerszeg – Zalaegerszeg-Ola – Andráshida – Bagod – Zalaszentgyörgy – Zalacséb-Salomvár – Budafa – Zalapatakalja – Zalalövő – Felsőjánosfa – Pankasz – Nagyrákos – Őriszentpéter – Bajánsenye – Hodoš (Őrihodos) | Napi 6 pár |